# Террі Джонс
Теренс Ґрехем Перрі «Террі» Джонс (англ. Terence Graham Parry "Terry"  Jones; 1 лютого 1942, Колвін-Бей, Велика Британія — 21 січня 2020) — британський комедійний актор, режисер, сценарист, композитор та дитячий письменник, один із шести учасників комік-групи Монті Пайтон.